# یواس‌اس نایت (دی‌دی-۶۳۳)
یواس‌اس نایت (دی‌دی-۶۳۳) (به انگلیسی: USS Knight (DD-633)) یک کشتی بود که طول آن ۳۴۸ فوت ۳ اینچ (۱۰۶٫۱۵ متر) بود. این کشتی در سال ۱۹۴۱ ساخته شد.